# Volkswagens historia under 1990-talet
Volkswagens historia

1930-talet | 1940-talet | 1950-talet | 1960-talet | 1970-talet | 1980-talet | 1990-talet | 2000-talet | 2010-talet

## Volkswagens historia under 1990-talet

### 1990
Redan den 6 januari startade produktionen av Volkswagen Transporter, T4.
Den nya Volkswagen Transporter, och  "Caravelle" (T4) kom ut på marknaden den 15 september. Det var en helt ny bil, konceptet helt nytt, motor fram, drivning fram. Senare kom flera nya motorer. Den gamla modellen med 4-hjulsdrift tillverkades fram till 1992 i Österrike.
40-årsjubileum den 8 mars för VW Transporter. På fyra årtionden byggdes nästan 6 000 000 bilar, i tre olika generationer.
I Mosel nära Zwickau, rullade den första Trabant-bilen med en 4-taktsmotor av fabriksbandet. Motorerna levererades av Volkswagen. Samtidigt rullade de första Polo-modellerna, som monterats ihop av "lösa delar", ut ur den nya fabriken Sachsenring, som tidigare tillhörde IFA i DDR. I juli produceras det dagligen 850 motorer i fabriken belägen i Chemnitz.
I oktober visas den nya Polo-modellen, dragplåstret var Polo G40. Fram tills nu har det tillverkats 2 800 000 bilar i Wolfsburg och Pamplona.
Tjeckoslovakiens regering gav Volkswagen AG den 10 december tillstånd att överta bilfabriken Škoda, och därmed blev Škoda det fjärde märket i koncernen.
Den 20 november signeras i Peking ett samarbetskontrakt med First Automobile Works.
I december, för etableringen av den nya fabriken i Mosel, ändras namnet IFA-PKW AG, till Volkswagen Sachsen GmbH, och företaget ägs till 100% av Volkswagen AG.

### 1991

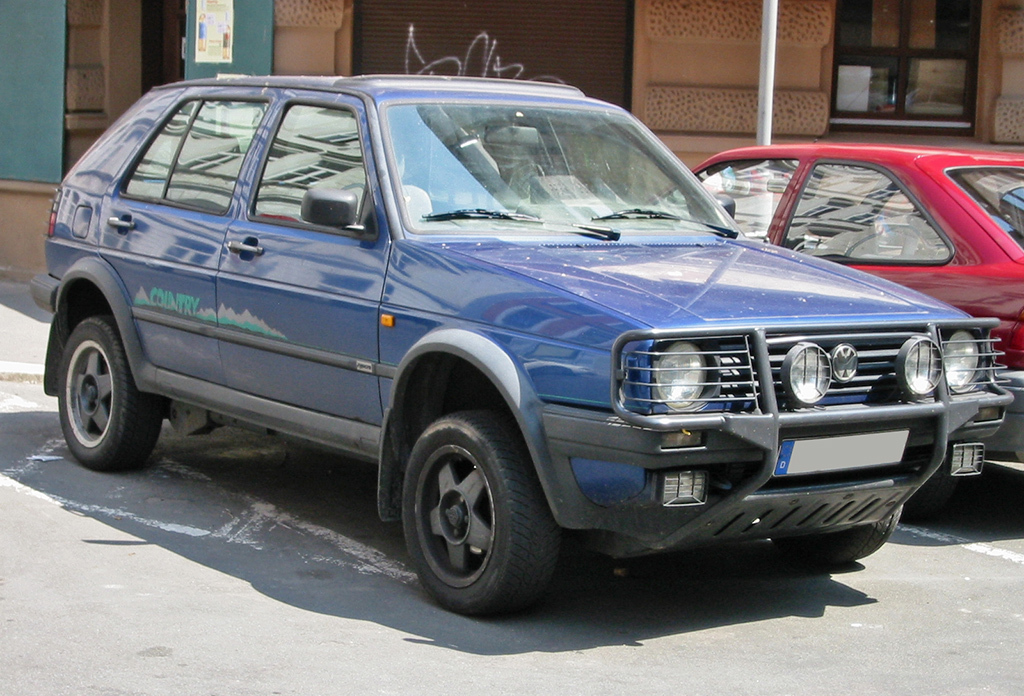
Golf Country

Den 1 januari fick Volkswagen AG en ny struktur, man skiljde på koncernledning och marknadsledning.
Volkswagen AG och den tjeckoslovakiska regeringen undertecknade den 28 mars ett avtal om ett samarbete mellan Volkswagen och Škoda Auto. Redan den 15 april omformades Škoda-koncernen till ett nytt företag och fjärde bilmärke i VAG-gruppen.
Produktionen av Golf Country avslutas i maj, Steyr-Daimler-Puch AG i Graz (idag Magna Steyr) tillverkade 7 735 bilar av modellen.
Golf Cabriolet hade den 24 juni tillverkats i 321 848 exemplar, vilket är fler än den gamla Bubbla-cabrioleten. Golf Cabriolet är nu den mest producerade cabrioleten i världen.
Ett nytt samarbete med Ford blev starten på en ny fabrik i Setúbal, Portugal för en gemensam produktion av en helt ny bil, Volkswagen Sharan, Ford Galaxy och Seat Alhambra. Det är den första i raden av MPV.
För Volkswagen Corrado introducerades en ny VR6-motor med 190 hkr.
Produktionen avslutas av Volkswagen Jetta, den kommer att överflyttas till Kina, Nigeria och Sydafrika. Produktionen kommer att ske på CKD-basis. 

Efter Jetta kom en ny bilmodell med namnet Vento.

### 1992

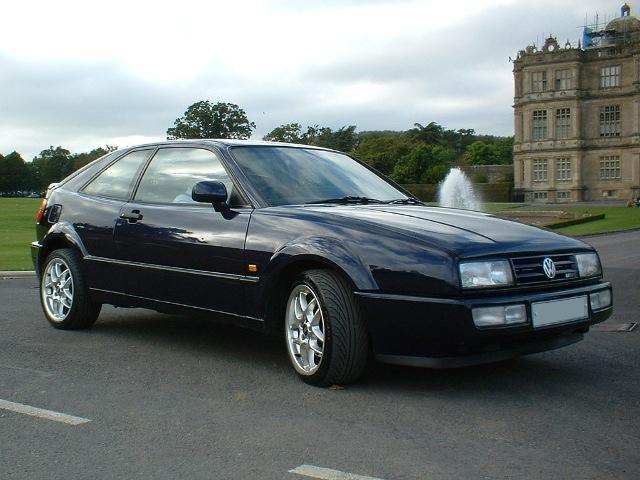

I början av 1992 utgick Volkswagen Scirocco ur modellprogrammet, den ersattes med Volkswagen Corrado. Även Volkswagen Jetta försvann ur produktionen ersatt med den nya Volkswagen Vento.
Vid Steyr-Daimler-Puch AG i Graz upphörde tillverkningen av Volkswagen Transporter T3.
Sedan slutet av 1990 hade man tillverkat 61 903 bilar där. Den 23 november startade tillverkningen av Transporter T4. 
Ett joint-ventureföretag skapades på Taiwan, Ching Chung Motor Co. i Taipei. Volkswagen AG:s andel i företaget är en tredjedel av kapitalet. Med en kapacitet på 30 000 fordon per år, är det tänkt att bygga och sälja den nya VW Transportern.

### 1993
Den 1 januari övertog Ferdinand Piëch ledningen av Volkswagen-koncernen. Piëch föddes i Wien 17 april 1937, och han är Ferdinand Porsches barnbarn.  Louise, Porsches dotter, gifte sig med Anton Piëch och de fick lille Ferdinand. Ferdinand Piëch erhöll sin utbildning vid den tekniska högskolan i Zürich och fick arbete på den tekniska sidan hos Porsche, han klättrade på karriärstegen, och 1972 flyttade han till Audi-fabriken.
Han startade på utvecklingsavdelningen där han blev teknisk chef 1974. Han var starkt medverkande till att Audi kunde använda sin slogan "Vorsprung durch Technik", försprång genom teknik. Det kom fram den ena efter den andra av tekniska innovationer, 5-cylindriga motorer, "Quattro", permanent 4-hjulsdrift med "Torsen"-differential (=TORqueSENsing) och aluminiumkarosser, som på Audi V8, Audi A8 och Audi A3 och en del annat. Piëch var den store pådrivaren till Leiding när det gällde att införa plattformsstrategi hos bilfabrikanterna, (se 1971). 1988 blev han högste chef för Audi, och 1 januari 1993 blev han chef för hela Volkswagen-koncernen.
Därmed fick han möjlighet att visa sina visioner. Volkswagen skulle bli en av världens största bilkoncerner och med höga mål för varje märke i gruppen. Piëch uttalade: "Audi skall konkurrera med BMW i översta klassen. Volkswagen skall ha bilar i alla segment och skall vara en seriös konkurrent till Mercedes-Benz. SEAT skall ha de sportiga bilarna, och deras konkurrent är Alfa Romeo. Škoda skall ha robusta, ekonomiska och solida modeller, det är Volvo som är riktmärket."
Det var under Piëchs ledarperiod, som Volkswagenkoncernen köpte upp flera bilmärken som Rolls-Royce, Bentley, Bugatti och Lamborghini. Efter hårda förhandlingar med BMW om rätten till namnet Rolls-Royce, blev BMW och Volkswagen eniga om att Volkswagen inte skall använda namnet Rolls-Royce efter (man hade missat att namnet tillhörde Rolls-Royce plc som BMW redan köpt namnrättigheterna av så när Volkswagen bjöd över BMW så blev man bara ägare till Rolls-Roycefabriken och Bentley car) 1 januari 2003. Lamborghini köptes upp 1998 och lades under Audi. Piëch var också den store pådrivaren till att Volkswagen skulle tillverka en bil i det övre lyx-segmentet, "Volkswagen Phaeton". Ett annat av hans uppslag var, att alla koncernens huvudmärken skulle ha egna separata och självständiga bilanläggningar.
Det finns ett citat från Piëch: "Audi når inte sina höga mål som en prestigebil, om den ska låna ett hörn i VW-butiken".
I september kom en ny Golf Variant och en ny Golf Cabriolet typ III. Senare på hösten, i november, kom en ny generation av "Volkswagen Passat" typ IV.
Under april 1993 lämnade den sista G-ladermotorn i en Corrado tillverkningsbandet. Motornummer PG 090169
Den 9 december rullade Volkswagen nummer 65 miljoner ut ur fabriken i Wolfsburg.

### 1994

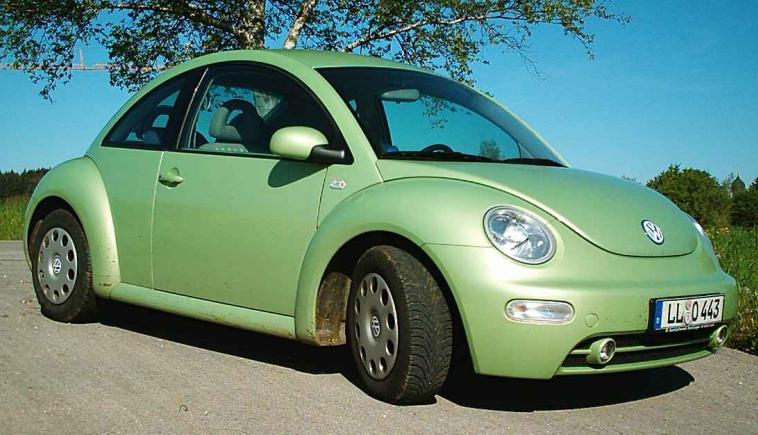
Volkswagen New Beetle

På bilsalongen i Detroit visade VW en konceptbil, Volkswagen Concept 1, och den var tänkt som en stilstudie, som inte skulle gå i produktion. Stilstudien var utvecklad i Volkswagengruppens designcenter i Simi Valley, Kalifornien. Publikens reaktioner på bilen var så starka att man tänkte om. Bilen sattes i produktion i Mexiko, och från och med 1998 fanns "New Beetle" i butiken (som 1999 års modell). På bilden till höger visas bilen när den blev färdig, bilen på bilden är av 1999 års modell.
En helt ny lastbilmodell presenterades, Volkswagen L80, bilen tillverkas i Brasilien. Den bildar den övre avslutningen av Volkswagenutbudet. Bilen finns i flera utföranden. 
Ferdinand Piëch anställde José Ignácio López för att ansvara för ett nytt logistiksystem. Lopez kom senast från Opel/GM tillsammans med ett team på sju personer, som skulle reducera kostnader. Med i bagaget hade Lopez tagit med sig 23 000 hemliga affärshandlingar enligt GM men Volkswagen tillbakavisade uppgifterna. López var arkitekten bakom idén att endast ha en underleverantör för varje enskild reservdelskomponent, och att dessa underleverantörer skulle producera kompletta moduler och inte bara lösa delar. Första bil med detta system var Passat typ V. Ett exempel på en modul var "front end", som kom färdigmonterad från en underleverantör. Den modulen innefattade strålkastare, blinkers, stötfångare, kylare, kylargrill och alla slangar etc. Modulerna blev snart monterade av robotar. Ytterligare ett exempel på en komplett modul är en fullständig instrumentbräda med ratt och rattstam och hela pedalsystemet monterat av underleverantören. Produktionstiden förkortades drastiskt. Passat typ IV hade en produktionstid på 60 timmar, den nya Passaten blev klar på 23 timmar. Med det nya systemet blev det en stor inbesparing av tid och pengar. Vad Lopez hade "felbedömt" med detta utmärkta logistiksystem var att underleverantörerna hade pressat priserna så mycket att det gick ut över kvaliteten. Det blev problem med vissa modeller av Volkswagen. 
Senare blev Volkswagen AG också stämt av GM, för att ha stulit hemligheter tillhöriga GM. Adam Opel AG/General Motors menade att den typen av logistiksystem var deras egendom. Slutet blev mycket kostbart för Volkswagen AG. Priset var 100 miljoner dollar till GM. I avtalet ingick också att VW skulle köpa bildelar för en miljard dollar av GM. På bilutställningen i Genève visades Beetle Cabriolet, den 8 mars. Under året producerades T4 nummer 500 000.

### 1995

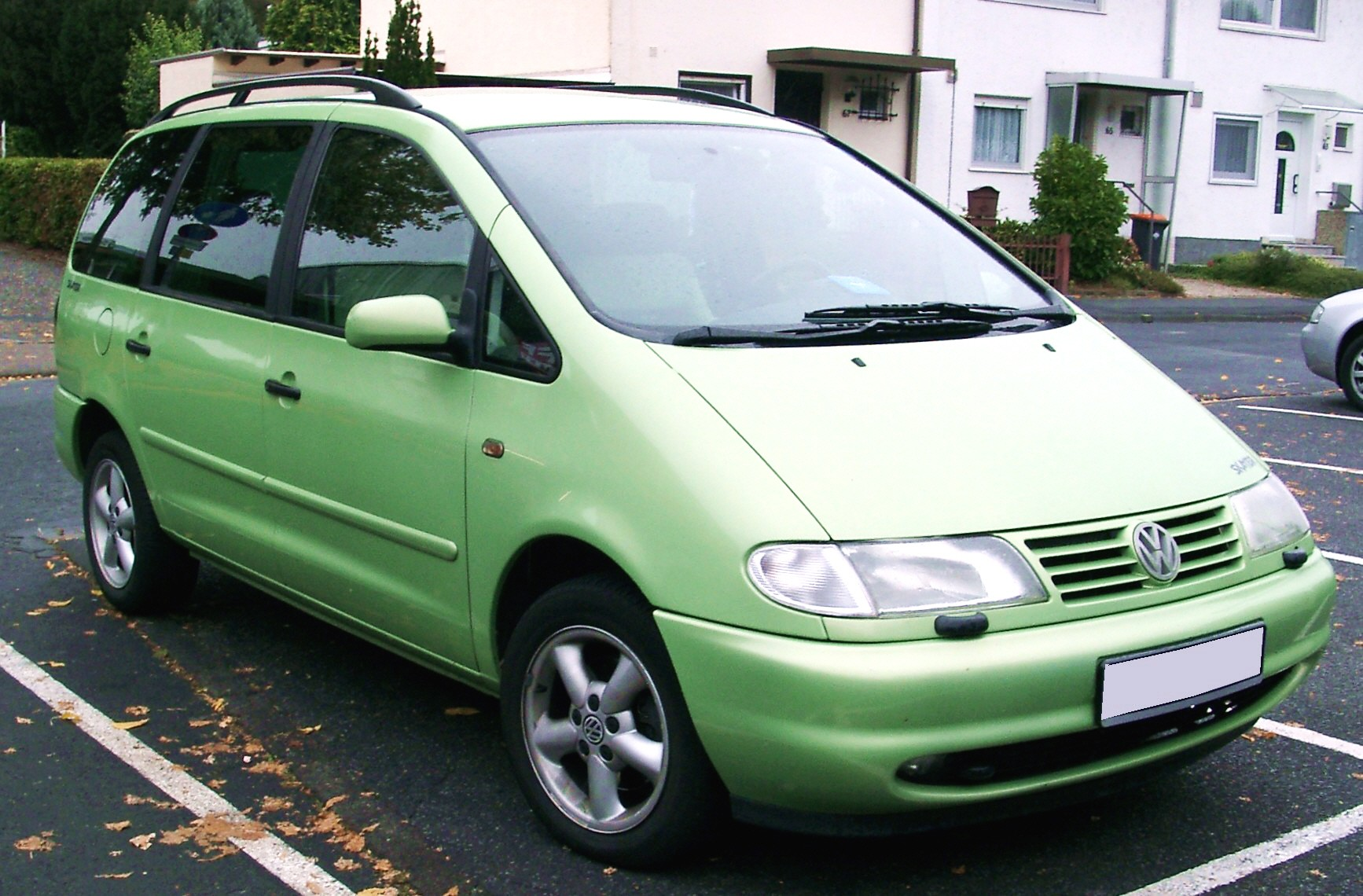
Sharan.

Volkswagen Sharan kom ut på marknaden under september månad, bilen är av flerbruks-typ, MPV (multi purpose vehicle).
Senare på hösten kom nya Volkswagen Caddy Typ II ut på marknaden, baserad på Volkswagen Polo-teknik. Den nya modellen är av skåpmodell med dubbla dörrar bak.
På bilutställningen i Frankfurt am Main den 14 september visades konceptbilen NOAH.
Vid en presskonferens i juli meddelades att Volkswagen Nyttofordon, VWN skall vara ett eget märke, eller märkesgrupp.
Golf nummer 16 miljoner lämnade tillverkningsbandet den 14 juli.

### 1996

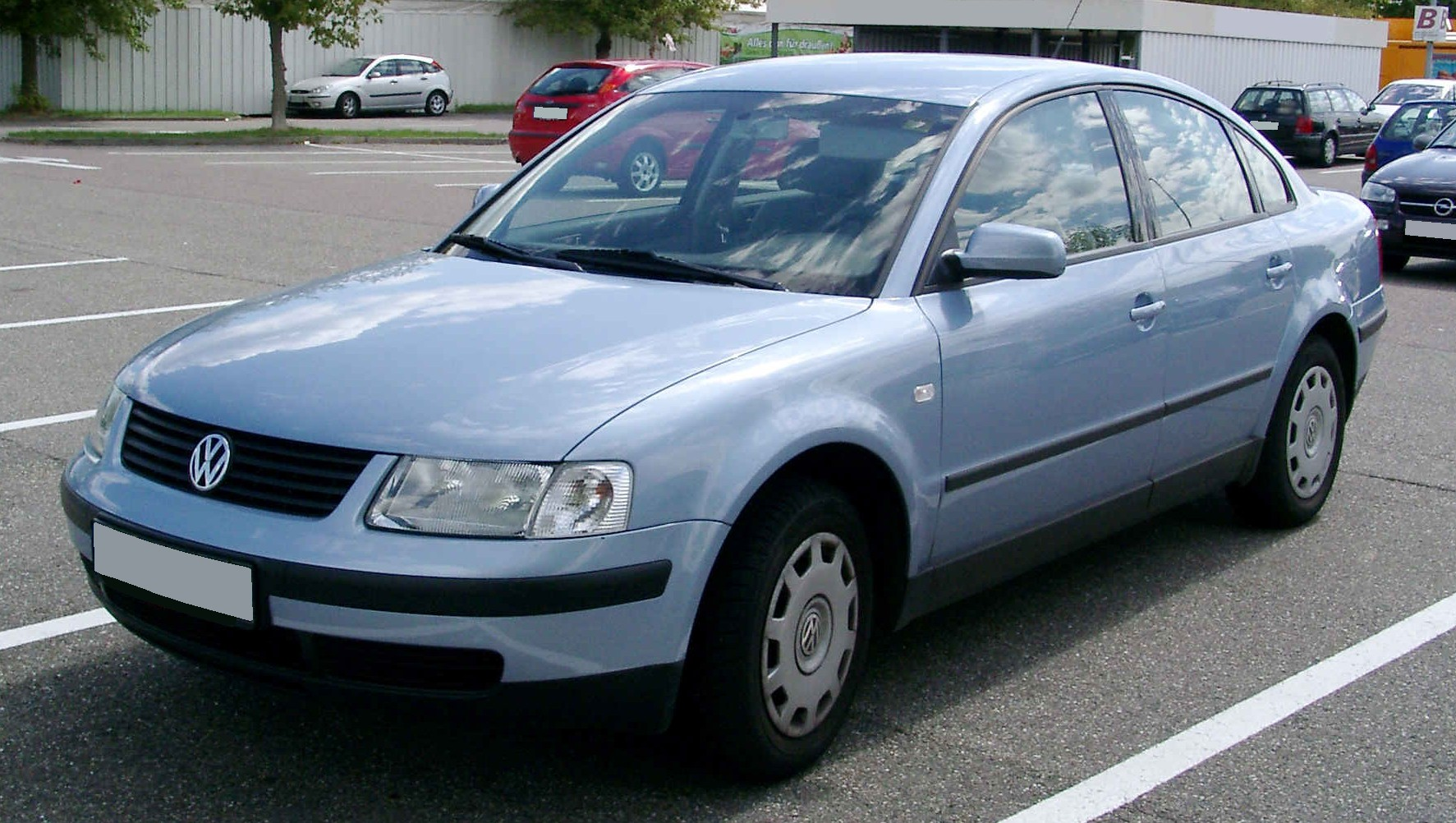
VW Passat B5

Den nya Volkswagen Passat typ V, kom ut på marknaden. Bilen byggdes på samma plattform som Audi A4 och motorn är monterad i bilens längdriktning. En ny Volkswagen LT typ II kom också ut på marknaden.
José Ignácio López, som kom in som en frisk vind, fick tömma sitt skrivbord. I slutet av november fick han sluta sin anställning som följd av Opel/GM-affären, som inträffade 1993.

### 1997

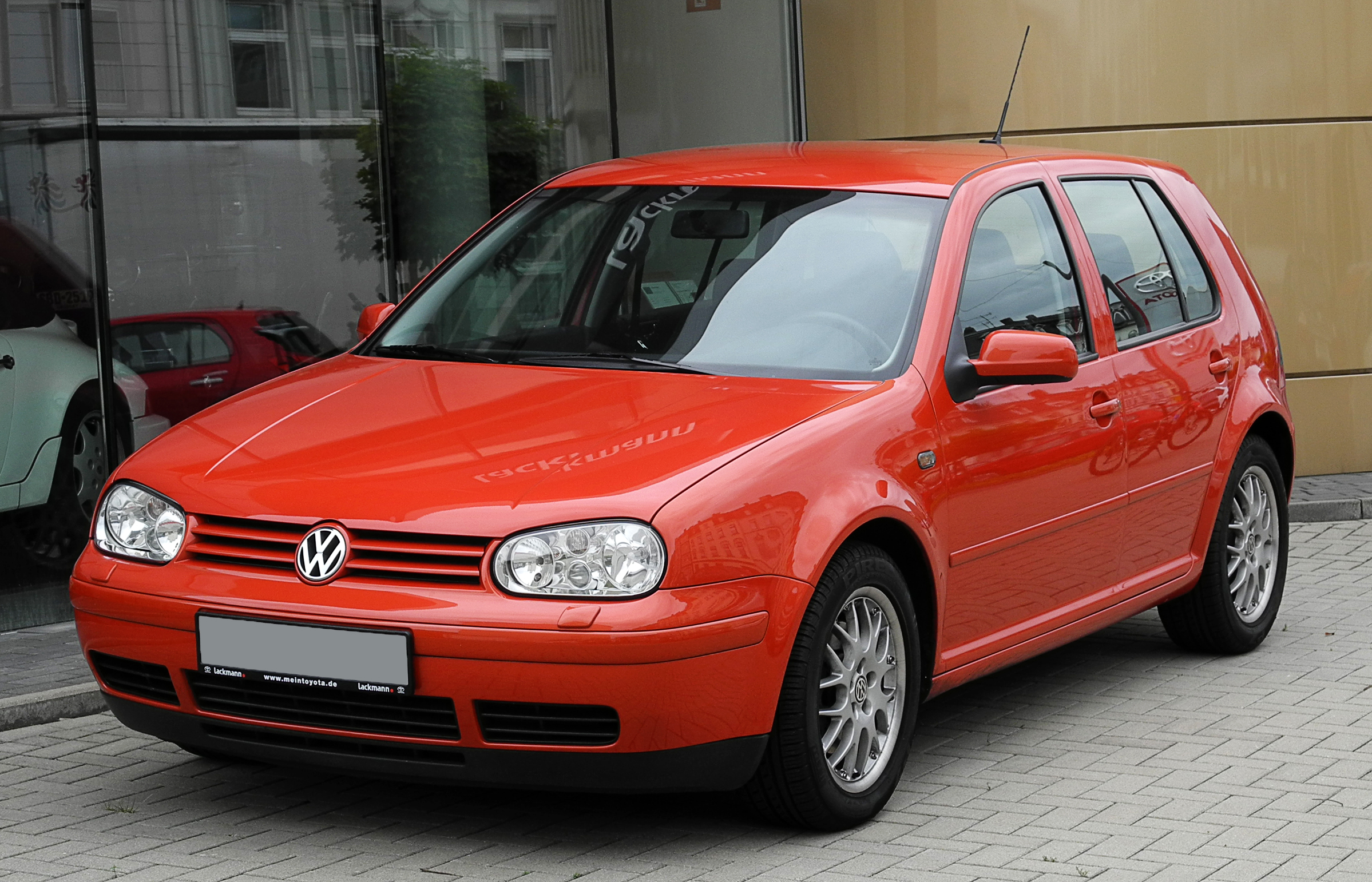
Volkswagen Golf (typ IV) i GTI-version.

I september kom en ny Volkswagen Golf (typ IV), ut på marknaden, modellen var lite "rundare" än den tidigare modellen. Den nya designchefen hos Volkswagen, Hartmuth Warkuss, var den som designat bilen.

### 1998
1998 var ett ovanligt år eftersom Volkswagen köpte flera kända företag. Lamborghini var först den 24 juli, dagen efter köptes Rolls-Royce och Bentley. Säljare var den engelska företagskoncernen Vickers och priset var 480 miljoner pund. Den 23 september köptes Bugatti Automobiles A.S.A.
I mars visades nya Golf Cabriolet, typ IV. Bilen var helt baserad på Golf typ III men hade fått vissa drag från den nya Golfen, bland annat fronten.   
En ny designstudie visades, W12, en tvåsitsig sportmodell med en 12-cylindrig V-motor på 5,6 liter och med en effekt på 420 hkr. 
Volkswagen Lupo kom ut i september, den minsta bil som Volkswagen tillverkat. Den var tänkt att användas i storstäder.

### 1999

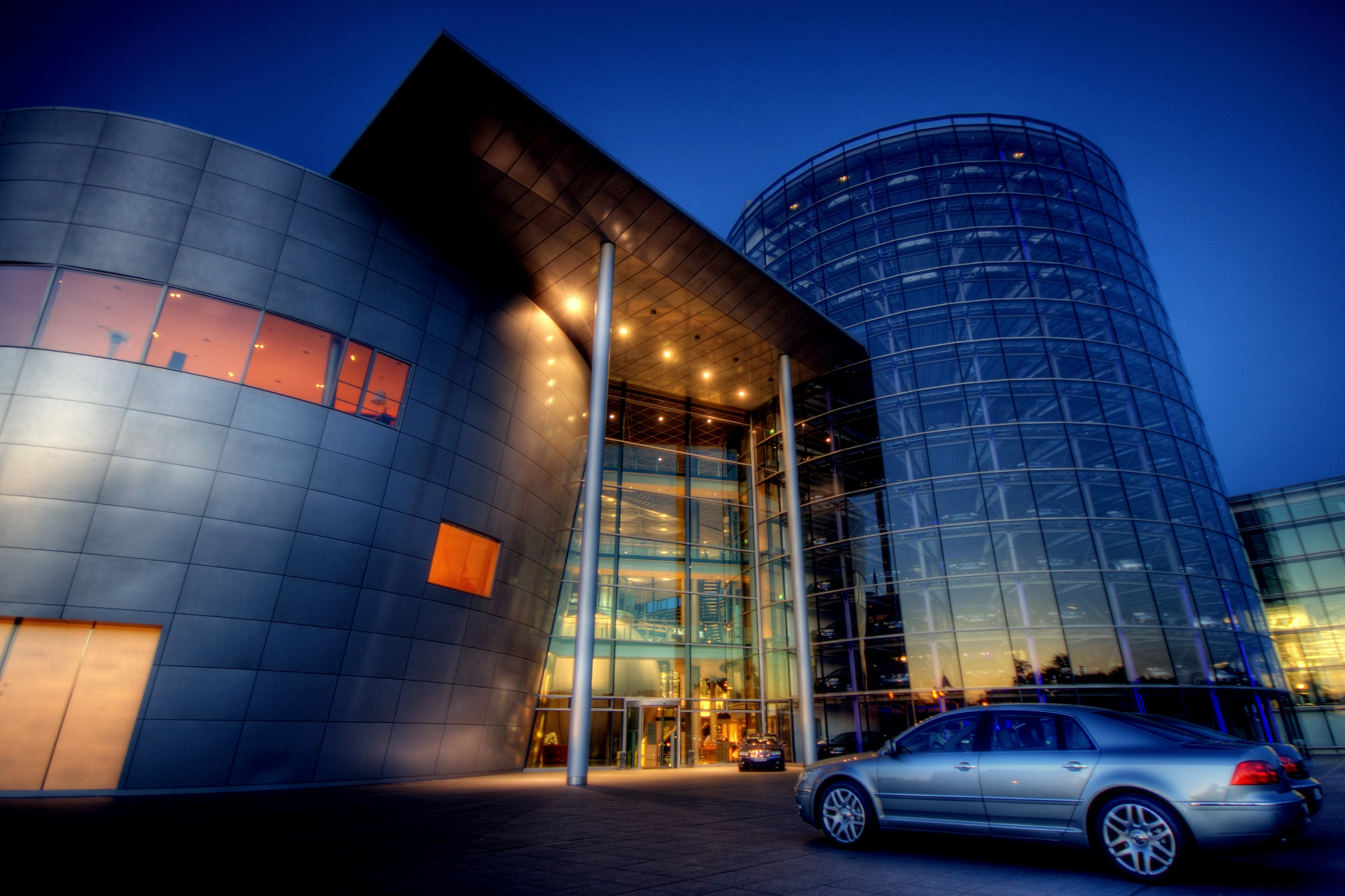
Die Gläserne Manufaktur i Dresden.

Volkswagen nummer 100 000 000 kom från produktionsbandet, en Volkswagen New Beetle.
Bilen har tagit tydlig inspiration i designen från "Bubblan", men är tekniskt helt baserad på Golfens bottenplatta och produceras i Mexiko.
Den 27 juli lade Ferdinand Piëch och förbundskansler Gerhard Schröder hörnstenen till den nya fabriken i Dresden, där Volkswagen Phaeton tillverkas. Fabriken har bland annat parkettgolv och väggar av glas som utmärkande delar. Namnet på fabriken är Gläserne Manufaktur. Tillverkningen startade 2002. Fabrikens utformning och placering har lett till flera speciallösningar, bland annat sker transporter till fabriken med en transportspårvagn (CarGoTram). Karossering och lackering sker i Zwickau.

### 2000

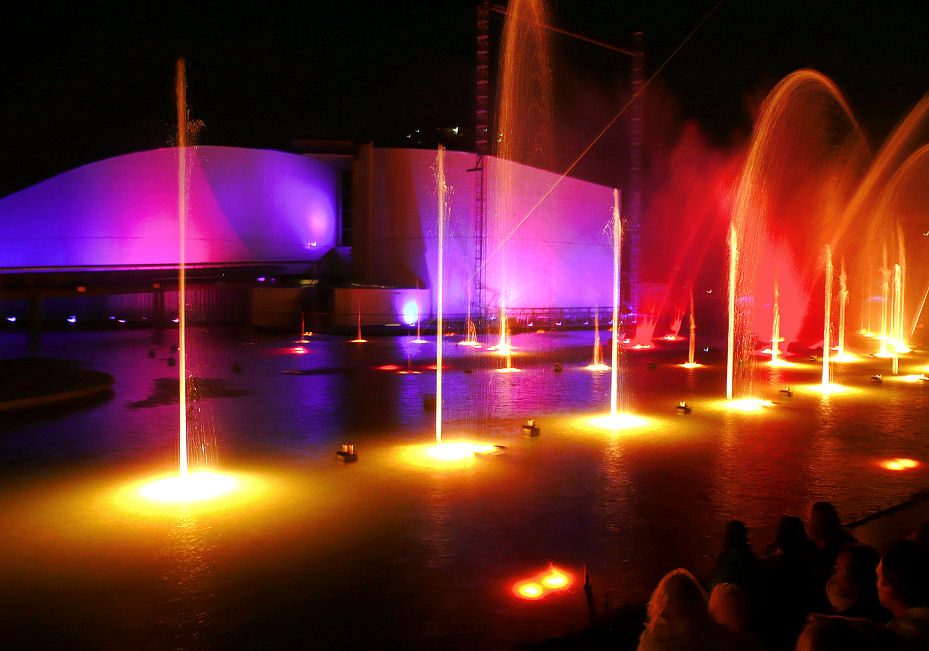
Autostadt

Volkswagen AG har underskrivit ett avtal med Investor AB om köp av 37,4 miljoner A-aktier i Scania AB. Köpesumma 13,8 mia. sek. Volkswagen AG kommer därmed att äga 34 % av de stämmoberättiga aktierna och stå för 18,7 % av kapitalet i Scania AB.
Volkswagen Lupo FSI hade sin premiär. Bilen kallas för ½-litersbilen, det är den första bil, som angavs ha en genomsnittsförbrukning, som är lägre än 0,5 l/10 km.
Den 1 juni öppnades Autostadt i samband med världsutställningen Expo 2000 i Hannover. Autostadt ligger på Volkswagenwerks fabriksområde och ska fungera som ett upplevelsecenter. Kunder kan även hämta ut sina bilar här. Området är på 25 hektar och består av en vacker park med flotta byggnader. I parken finns olika paviljonger där varje märke i koncernen är representerat med ljus och ljud och olika bilmodeller "från i går till idag". Man kan också delta i guidade turer på fabriken.